# گربه‌نما
گربه‌نما (نام علمی: Pseudaelurus) یک سرده از تیره گربه‌ایان بود که ۲۰ میلیون سال پیش از پیشاگربه فرگشت یافت و جایگزین آن شد. این جانور مانند پیشاگربه نخست در اوراسیا می‌زیست اما حدود ۱۸٫۵ میلیون سال پیش توانست به آمریکای شمالی راه یابد و در آنجا نیز بومی شود. گربه‌نما کمی از سیاه‌گوش امروزی بزرگ‌تر بوده و حدود ۳۰ کیلوگرم وزن داشته است. این سرده نیای مستقیم تمام زیرخانواده‌های گربه‌ایان یعنی دندان‌خنجری‌ها، گربه‌ایان کوچک و پلنگیان محسوب می‌شود. این جانور حدود ۸ میلیون سال پیش منقرض شد.